# نیوهولند (اوهایو)
نیوهولند (به انگلیسی: New Holland) یک روستا در ایالات متحده آمریکا است که در اوهایو واقع شده‌است. نیوهولند ۴٫۸۷ کیلومتر مربع مساحت و ۸۰۱ نفر جمعیت دارد و ۲۶۰ متر بالاتر از سطح دریا واقع شده‌است.